# Dicerogastra madecassa
Dicerogastra madecassa är en fjärilsart som beskrevs av Pierre E.L. Viette 1972. Dicerogastra madecassa ingår i släktet Dicerogastra och familjen nattflyn. Inga underarter finns listade i Catalogue of Life.